# Szczepanów (Lubawka)
Szczepanów (deutsch Tschöpsdorf) ist ein Ort in der Stadt- und Landgemeinde Lubawka (Liebau) im Powiat Kamiennogórski der Woiwodschaft Niederschlesien in Polen. 

## Geographie
Szczepanów liegt im Rehorngebirge an der Wojewodschaftsstraße 369, die von Lubawka nach Kowary verläuft. Nachbarorte sind Paprotki (Städtisch Hartau) und Lubawka im Nordosten, Niedamirów im Südwesten, Opawa im Westen und Miszkowice sowie Jarkowice im Nordwesten. Im Norden liegt die Anfang des 20. Jahrhunderts errichtete Bober-Talsperre Jezioro Bukówka. Jenseits der Grenze zu Tschechien, das über den Grenzübergang Lubawka–Královec erreicht wird, liegen Královec im Südosten, Černá Voda und Lampertice im Süden und Žacléř im Südwesten.

## Geschichte
Das Gebiet um Tschöpsdorf gehörte zunächst zu Böhmen und gelangte im 13. Jahrhundert an den Schweidnitzer Herzog Bolko I. Die Gründung von Tschöpsdorf, das zunächst als „Czepansdorf“ bezeichnet wurde, erfolgte vermutlich Anfang des 14. Jahrhunderts. Zusammen mit dem Herzogtum Schweidnitz gelangte es 1368 wiederum an die Krone Böhmen. Bis 1378 gehörte es der Adelsgeschlecht Seidlitz, zuletzt als Witwengut der Marita von Se(i)dlitz, einer Hofmeisterin der Herzogin Agnes. In diesem Jahre verkauften Maritas Söhne Hans Schonevogel und Kuncze Hudner das Dorf Tschöpsdorf zusammen mit Oppau, Buchwald und Kunzendorf mit allen Besitztümern und Rechten dem Zisterzienserkloster Grüssau. Zur Bestreitung der Türkensteuer mussten 1558 Tschöpsdorf mit Oppau, Kunzendorf und Buchwald verpfändet werden. Während der Verpfändungsperiode entwickelte sich in den Dörfern das Luthertum. Nach der Rückkehr zum Kloster erfolgte die Rekatholisierung der Bevölkerung.
Nach dem Ersten Schlesischen Krieg fiel Tschöpsdorf 1742 zusammen mit Schlesien an Preußen. 1810 wurde das Klostergut säkularisiert. Nach der Neugliederung Preußens 1815 gehörte Tschöpsdorf zur Provinz Schlesien und war ab 1816 dem Landkreis Landeshut eingegliedert, mit dem es bis 1945 verbunden blieb. Es bildete eine eigene Landgemeinde und gehörte seit 1874 zum Amtsbezirk Oppau. 1939 lebten 212 Einwohner in Tschöpsdorf.
Als Folge des Zweiten Weltkriegs fiel Tschöpsdorf 1945 wie fast ganz Schlesien an Polen und wurde in Szczepanów umbenannt. Die deutsche Bevölkerung wurde Flucht und Vertreibung Deutscher aus Mittel- und Osteuropa 1945–1950 weitgehend vertrieben. Die neu angesiedelten Bewohner waren zum Teil Heimatvertriebene aus Ostpolen, das an die Sowjetunion gefallen war.
1975–1998 gehörte Szczepanów zur Woiwodschaft Jelenia Góra.